# كاثرين ديمون
كاثرين ديمون (بالإنجليزية: Cathryn Damon)‏ هي ممثلة أمريكية، ولدت في 11 سبتمبر 1930 في سياتل في الولايات المتحدة، وتوفيت في 4 مايو 1987 في لوس أنجلوس في الولايات المتحدة بسبب سرطان المبيض.

## أعمال

### مسلسلات
- ويبستر

## وصلات خارجية
- كاثرين ديمون على موقع IMDb (الإنجليزية)
- كاثرين ديمون على موقع أول موفي (الإنجليزية)
- كاثرين ديمون على موقع قاعدة بيانات برودواي على الإنترنت (الإنجليزية)
- كاثرين ديمون على موقع قاعدة بيانات الأفلام السويدية (السويدية)
- كاثرين ديمون على موقع إن إن دي بي (الإنجليزية)
- كاثرين ديمون على موقع قاعدة بيانات الفيلم (الإنجليزية)